# Tachibana Morikuni

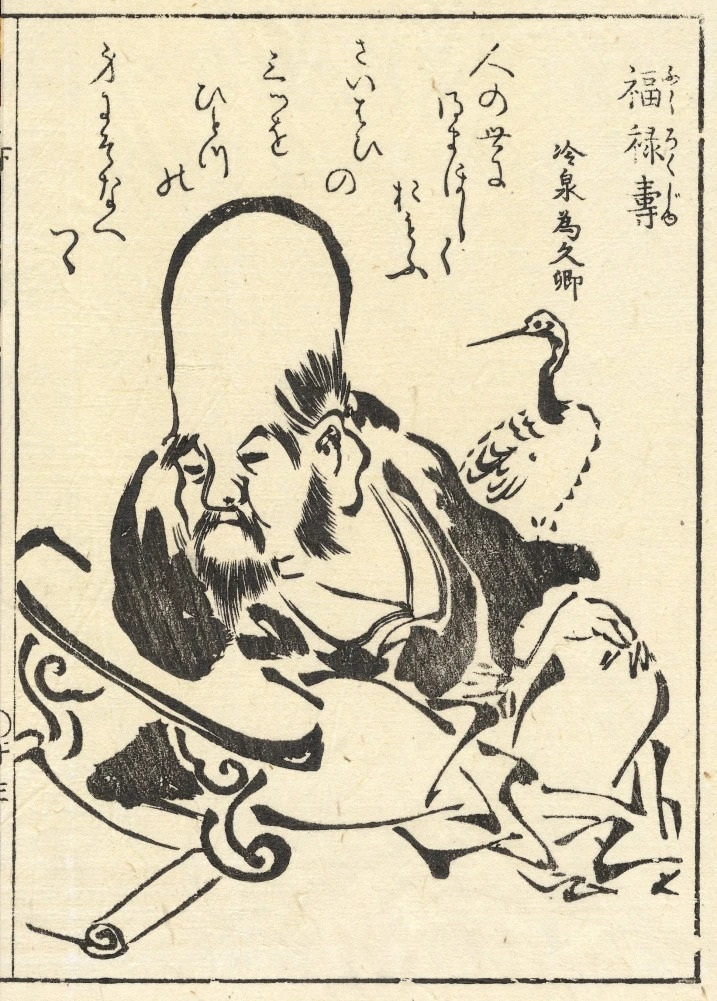
Fukurokuju, una delle Sette Divinità della Fortuna.

Tachibana Morikuni, noto anche con lo pseudonimo di Tachibana Yūzei (橘守国?; 1679 – 1748), è stato un pittore e incisore giapponese, uno dei rappresentanti più importanti e prolifici dell'area artistica del Kamigata.

## Biografia
Nato nel 1679, il suo nome di famiglia era Naramura Sōbee. Fu attivo a Osaka tra la fine del XVII secolo fino alla morte nel 1748. Fu allievo di Tsuruzawa Tanzen e seguì lo stile della scuola Kanō. Si dedicò con successo sia alla pittura che all'incisione ed all'illustrazione di libri. Un tema amato da Tachibana fu l'illustrazione delle antiche leggende, che realizzava con figure espressive e piene di vita. Oltre al figlio Tachibana Yasukuni, tra i suoi allievi si può ricordare Tachibana Minkō.